# Port lotniczy Cần Thơ
Port lotniczy Cần Thơ (Sân bay Cần Thơ) – międzynarodowy port lotniczy położony 6 km na północ od Cần Thơ. Jest drugim co do wielkości portem lotniczym Wietnamu. 

## Linie lotnicze i połączenia
- Vietnam Airlines (Hanoi)
- Jetstar Pacific Airlines (Hanoi)